# Nilton Varela
Nilton Varela Lopes (Amadora, 2001. május 25. –) zöld-foki-szigeteki származású portugál profi labdarúgó, aki védőként játszik az FC Porto B csapatában a Liga Portugal 2-ben.

## Klubkarrier
Varela ifjúsági éveit két patinás lisszaboni székhelyű klub, a Sporting CP és a CF Os Belenenses korosztályos csapatai között felváltva töltötte. Végül az utóbbiból kivált Belenenses SAD színeiben mutatkozott be a Primeira Ligában, 2019. november 10-én, egy 2–0-ra elveszített mérkőzésen, éppen a Sporting ellen. 2020. január 26-án szerezte meg első gólját a Portimonense csapata ellen 2–1-re megnyert hazai bajnokin. Érdekesség, hogy a belémiek másik gólját nagybátyja, Silvestre Varela szerezte. A szezon második felében már stabil kezdőjátékos volt, mivel a vezetőedzői poszton Pedro Ribeirót váltó Petit a fiatal portugált részesítette előnyben spanyol névrokonával, Francisco Varelával szemben.
2022 márciusában a portugál alkotmánybíróság arra kötelezte a B-SAD-ot, hogy Varela után fizessen ki több mint 30 000 euró nevelési költségtérítést a CF Os Belenensesnek.
2022. augusztus 19-én az FC Porto B-hez igazolt, kétéves szerződést kötve.

## Nemzetközi karrier
Ugyan a portugáliai Amadorában született, de Varela zöld-foki-szigeteki származású. 2019. január 30-án be is mutatkozott a Zöld-foki-szigetek U19-es válogatottjában, pont egy Portugália ellen 2–0-ra elveszített barátságos mérkőzésen. Ezután az utóbbi képviseletére váltott, és 2020. február 25-én már a portugál nemzeti színeket képviselte a francia 19 éven aluli válogatott ellen 3–1-re megnyert mérkőzésen.

## Magánélet
Nilton Varela nagybátyja, Silvestre Varela mellett debütált a Belenenses SAD csapatában, aki szélsőt játszott és karrierje legszebb éveit az FC Portóban töltötte, hosszú ideig Portugália válogatottjának is kerettagja volt. Később csapattársak lettek a Porto B-ben is.